# Luchthaven Lokichoggio
Luchthaven Lokichoggio (IATA LKG, ICAO: HKLK) is een luchthaven de in Keniase stad Lokichoggio. De luchthaven is een thuishaven voor een van de grootste en langst durende liefdadigheidshulpprojecten. Wereldwijde hulporganisaties als UNICEF en het Wereldvoedselprogramma van de Verenigde Naties zijn daar voor het buurland Soedan.
Veel van de liefdadigheidsinstellingen gestationeerd op Lokichoggio staan onder toezicht van de Sudan People's Liberation Army (SLPA).

## Luchtvaartmaatschappijen en bestemmingen
- East African Safari Air - Nairobi